# Війна без переможців
«Війна без переможців» — документальний фільм, зроблений телеканалом «Інтер», який складається із п'яти 30-хвилинних серій та є спробою цілісно охопити події на українських землях від вересня 1939-го до кінця 1940-х років.

## Сюжет
Головною темою є діяльність українського самостійницького підпілля на підставі спогадів свідків та учасників подій: воїнів і командирів УПА, солдатів вермахту, червоних партизанів та НКВС. Показати складність становища, в якому опинилась людність України у час тих трагічних подій — це кінематографічне завдання, яке поставив собі автор: використано кадри з жахливими картинами жертв сталінських репресій на землях Західної України у 1939-41 років. Багато уваги присвячено формуванню у 1942 році на Волині перших відділів УПА, системі вишколів, кадрам, територіальній структурі. У двох серіях розповідається про боротьбу УПА як і з частинами німецької армії, так і з радянськими партизанами. Наводиться чимало цитат із донедавна засекречених документів про діяльність українського підпілля, унікальні архівні кадри з хронік того періоду. Одну із серій (під заголовком «Кров за кров») присвячено польсько-українському конфліктові на території Волині й Галичини. Також фільм розповідає про боротьбу з українським підпіллям на території СРСР після 1944 року. Автор представив повоєнну тактику УПА і методи поборювання партизан радянськими репресивними органами. Висвітлено питання відносин УПА з цивільною людністю краю.
Фільм складається з п'яти серій:
- Початок. Українці (1941—1943)
- Проти всіх. Німці і партизани (1943—1944)
- Кров за кров. Поляки (1941—1945)
- Без надії на перемогу. Радянська влада (1944 …). 1 серія.
- Без надії на перемогу. Радянська влада (1944 …). 2 серія

Історичний консультант фільму — Анатолій Кентій (український історик-архівіст, автор численних статей та книжок про історію УПА).
Шеф-редактор — Олексій Мустафін.

## У фільмі брали участь
- Василь Кук, псевдоніми «Юрко», «Леміш», 1950—1954 головнокомандувач УПА, генерал-хорунжий УПА
- Василь Левкович, псевдонім «Вороний», 1944—1947, командувач ВО «БУГ», полковник УПА
- Микола Голуб, псевдонім «Тарас», 1942—1946, боєць УПА, сотник
- Богдан Романина, псевдонім «Дуб», 1943—1945, боєць УПА, стрілець
- Роман Загоруйко, псевдонім «Лапайдух», 1943—1945, боєць УПА, сотник
- Мирослав Симчич, псевдонім «Кривоніс», 1943—1948, боєць УПА, сотник
- Іван Гук, псевдонім «Іващук», 1943—1948, боєць УПА, сотник
- Неоніла Менцинська, учасниця ОУН-УПА, зв'язкова
- Ярослава Левкович, учасниця ОУН-УПА, помічниця районного провідника ОУН
- Всеволод Клоков, 1941—1944, боєць партизанського загону Федорова, Герой радянського союзу
- Лотар Матес, 1942—1944, солдат вермахту
- Фердинанд Меттлер, 1943—1944, солдат вермахту
- Владислав Філляр, псевдонім «Хора», боєць Армії Крайової, капрал
- Анджей Жупанський, псевдонім «Анджей», хорунжий Армії Крайової
- Невідомий, районний оперуповноважений НКҐБ по Івано-Франківській області, капітан